# Clostridium roseum
Clostridium roseum è una specie di batterio appartenente alla famiglia delle Clostridiaceae.